# Glenea bivittata
Glenea bivittata là một loài bọ cánh cứng trong họ Cerambycidae.